# Historie videoher 2000–2009
S příchodem nového tisíciletí se objevila nová generace konzolí. Přinesla urychlení výpočtů i grafiky. Do popředí se dostávaly hry pro mobilní zařízení. Vznikla nová herní platforma – sociální sítě.

## Herní konzole
V březnu roku 2000 se prodával v Japonsku PlayStation 2 (PS2). Společnost Sony vyráběla tuto herní konzoli třináct let a prodala skoro sto šedesát milionů kusů. Zařízení bylo zpětně kompatibilní s PlayStationem z roku 1994. Bylo možno hrát i hry vydané pro první verzi konzole. Konkurenční Nintendo zpětnou kompatibilitu nepřineslo. První herní konzole Xbox neměla také předchůdce. A Sony tak získalo pro některé hry časovou exkluzivitu. Jako příklad lze uvést sérii Grand Theft Auto: San Andreas, která se stala nejúspěšnější videoherní sérií pro PS2 s více než sedmnácti miliony prodanými kopiemi.
Microsoft přišel v roce 2005 s konzolí Xbox 360. V roce 2006 jej následovalo Nintendo s konzolí Wii a také Sony se zařízením PlayStation 3. Zařízení se lišila hardwarovým designem a také paměťovými médii. Byla zaměřena na různé cílové skupiny.
Přenosná herní konzole Nintendo DS poprvé nabídla dotykovou obrazovku nebo mikrofon. Úspěšné bylo i přenosné zařízení PlayStation Portable (PSP). Poprvé zde byly použity hry pro handheldy na optických médiích.
Úspěšné platformy:
- Sony PlayStation 2 (2000)

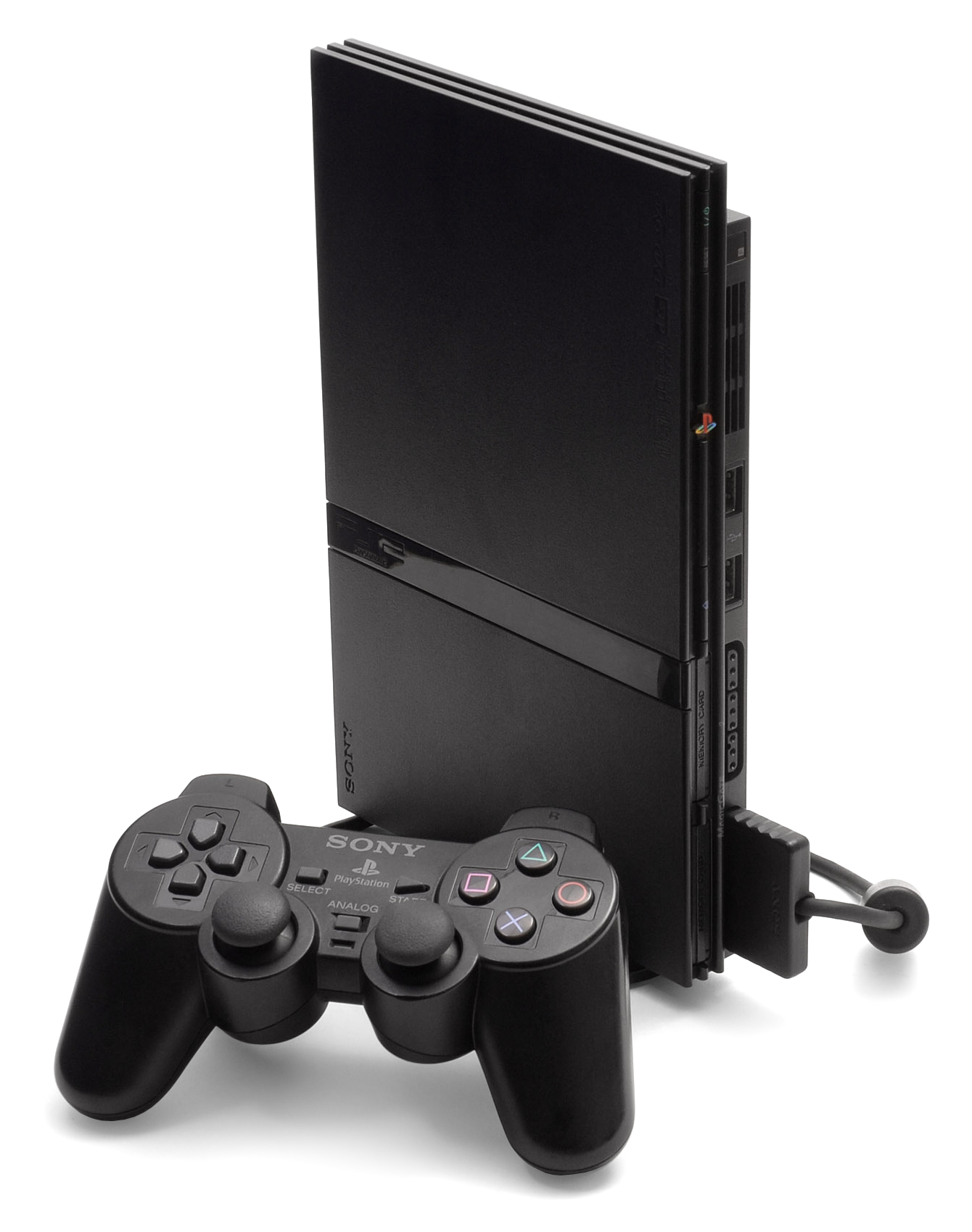
Slim model PS2

- Nintendo GameCube (2001, 2002 v Evropě)
- Microsoft Xbox (2001, 2002 v Evropě)
- Microsoft Xbox 360 (2005)
- Nintendo Wii (2006)
- Sony PlayStation 3 (2006, 2007 v Evropě)

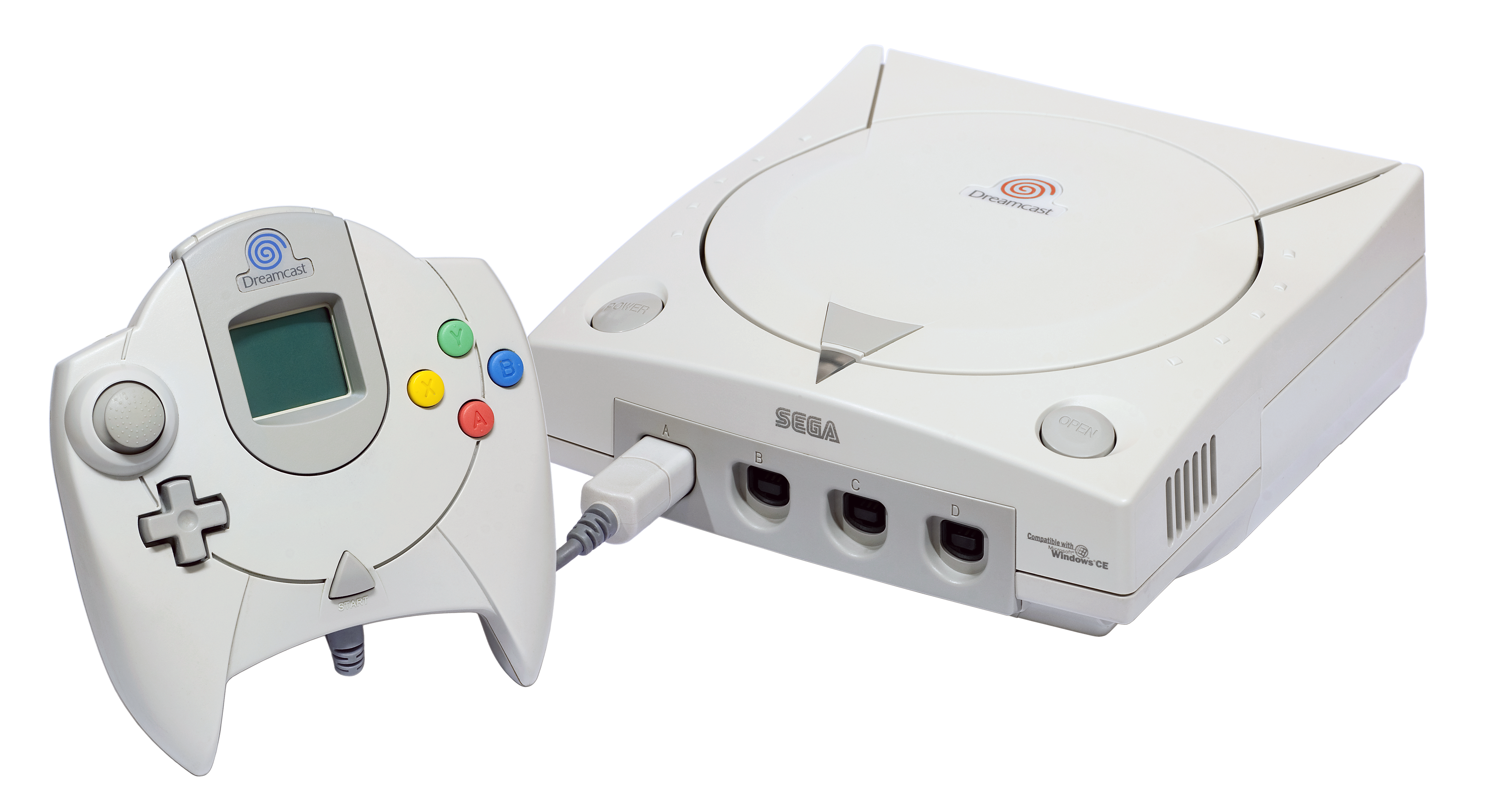
Set Dreamcast konzole

#### Konzole šesté generace
Konzole z přelomu desetiletí Dreamcast přišla s online službou („SegaNet“ v USA a také Japonsku, nebo „Dreamarena“ v Evropě), kterou umožnil vestavěný modem. Vznikla tak první online komunita na herní konzoli. Další zvláštností této konzole byly paměťové karty vyvinuté přímo pro ovladač („Visual Memory Unit“), které měly LC displej. Herní sestava byla chválena kritiky a odborným tiskem. Na konzoli však chyběly oblíbené sportovní herní série jako FIFA, NHL nebo série Madden NFL. Například výrobce Electronic Arts nevydal žádné hry pro Dreamcast. Situace Segy se na trhu zhoršila s příchodem konzole PlayStation 2 s vestavěnou DVD mechanikou a možností přehrávání filmů na DVD. Výrobu Dreamcastu na jaře roku 2001 Sega zastavila. V roce 2003 vychází vylepšená verze s názvem PSX s grafickým uživatelským rozhraním. O rok později byl vydán Slim model. PlayStation 2 se zařadil mezi nejúspěšnější konzole. Celosvětově se prodalo více než 155 milionů kusů. Podporován byl do roku 2016 a poslední vydanou hrou byl Pro Evolution Soccer 2014.

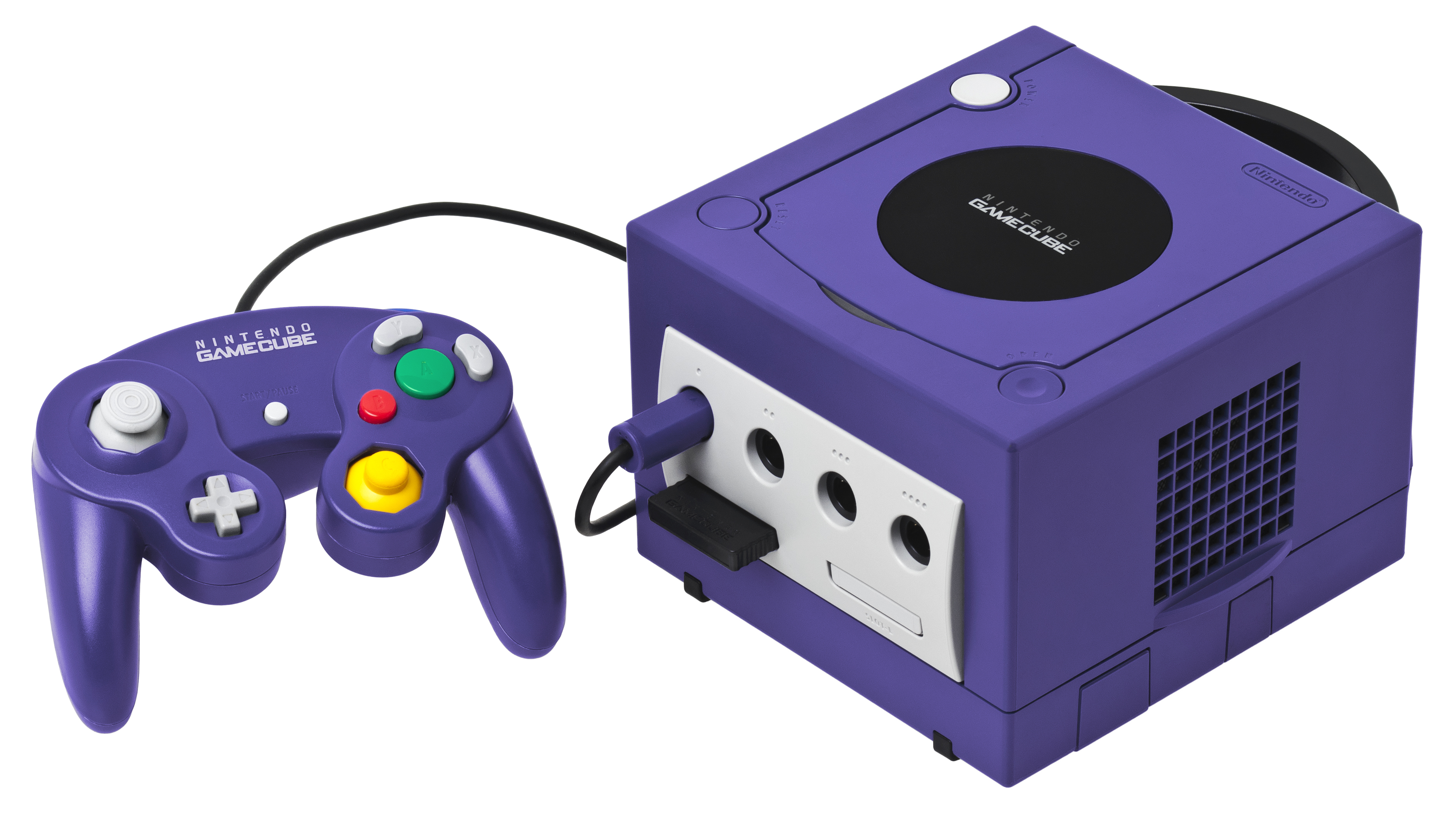
Nintendo GameCube konzole

Po velkých ztrátách na trhu vydala společnost Nintendo 14. září 2001 domácí konzoli Nintendo GameCube. Očekávaný úspěch se však nedostavil. Prodalo se výrazně méně kopií konzole než jejího předchůdce. Příčiny neúspěchu lze hledat v restrukturalizaci společnosti. Také image firmy této doby „konzole oslovují pouze děti“ k úspěchu nepřispěla. To starší hráče videoher od koupě konzole odradilo. Za hlavní příčiny neúspěchu konzole však lze označit silnou konkurenci i slabou podporu konzole ze strany výrobců třetích stran.
Microsoft, známý především operačním systémem Windows, vstoupil v roce 2001 na trh videoher s první domácí konzolí Xbox. Na západním trhu měla konzole úspěch, ale na japonských a asijských trzích se Xbox neuchytil. V listopadu 2002 představil Microsoft Xbox Live a online službu pro tuto konzoli. Firma si tak v těchto letech zajistila stabilní pozici na trhu.

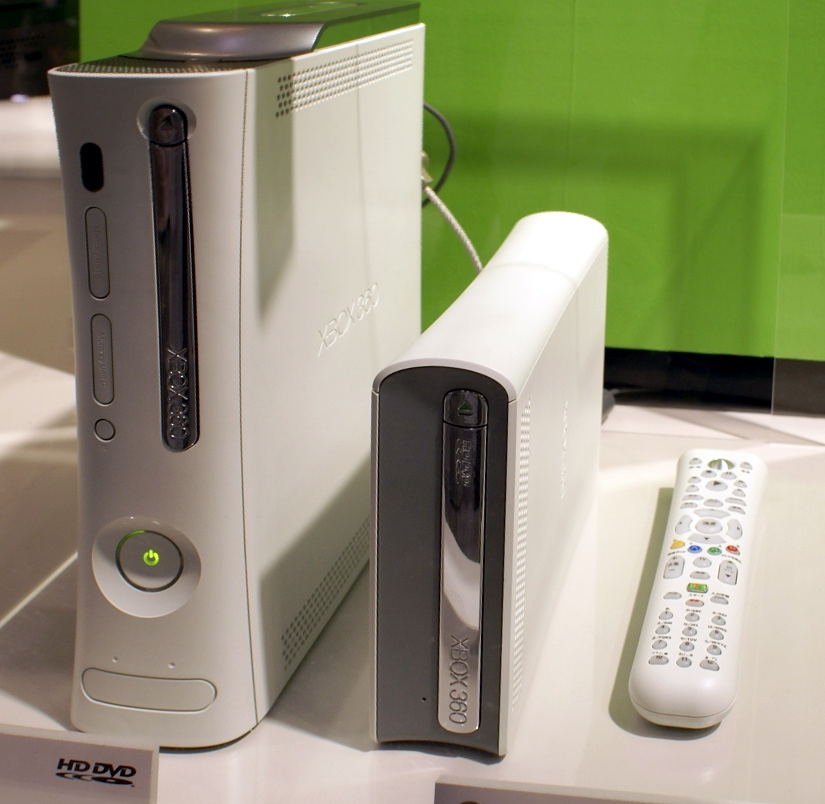
Konzole Xbox 360s dálkovým ovladačem

#### Konzole sedmé generace
Koncem roku 2005 vydala firma Microsoft Xbox 360. Konzole nabízela HD rozlišení. Stále používala pouze jednu interní jednotku DVD, ale záhy byla dána na trh externí DVD mechanika s HD rozlišením. Xbox 360 se mohl používat také jako přehrávač HD DVD filmů. Verze her, které by vyžadovaly DVD s rozlišením HD, však nebyly ještě na trhu.
Společnost Sony se orientovala na formát Blu-ray, který také pomáhala vyvíjet. Konzole PlayStation 3 měla při vydání na trh tuto mechaniku již zabudovanou. Na trhu se objevila na konci roku 2006. Koncem března 2007 se systém objevil v Evropě. Vysoké výrobní náklady na instalaci Blu-ray technologie a následně i vysoká prodejní cena (499 až 599 EUR v Evropě) byla jedním z důvodů, že do konce září 2008 bylo na trh dodáno pouze 13 230 000 kusů.
Na konci roku 2006 vydala společnost Nintendo konzoli Wii. Její ovladač místo obvyklé konstrukce umožňoval ovládání pohybem. Pomocí silné a propracované reklamní kampaně se Wii stala lídrem na konzolovém trhu. Do konce září 2008 bylo na světě prodáno 34 550 000 kusů, z toho 6 910 000 bylo prodáno v Japonsku, 15 190 000 v Americe a 12 450 000 ve zbytku světa.

### Kapesní konzole
PlayStation Portable (PSP) a Nintendo DS (NDS) nabídly větší výkon. Konzole NDS se stala celosvětovým bestsellerem díky novým možnostem vstupu. Měla integrovaný mikrofon, dvě obrazovky, z nichž jedna byla dotyková.
- Nintendo Game Boy Advance (2001)
- Nokia N-Gage (2003) mobilní telefon a kapesní počítač
- Nintendo DS (2004, 2005 v Evropě), s dotykovou obrazovkou
- Sony PlayStation Portable (2004, 2005 v Evropě a 2009)

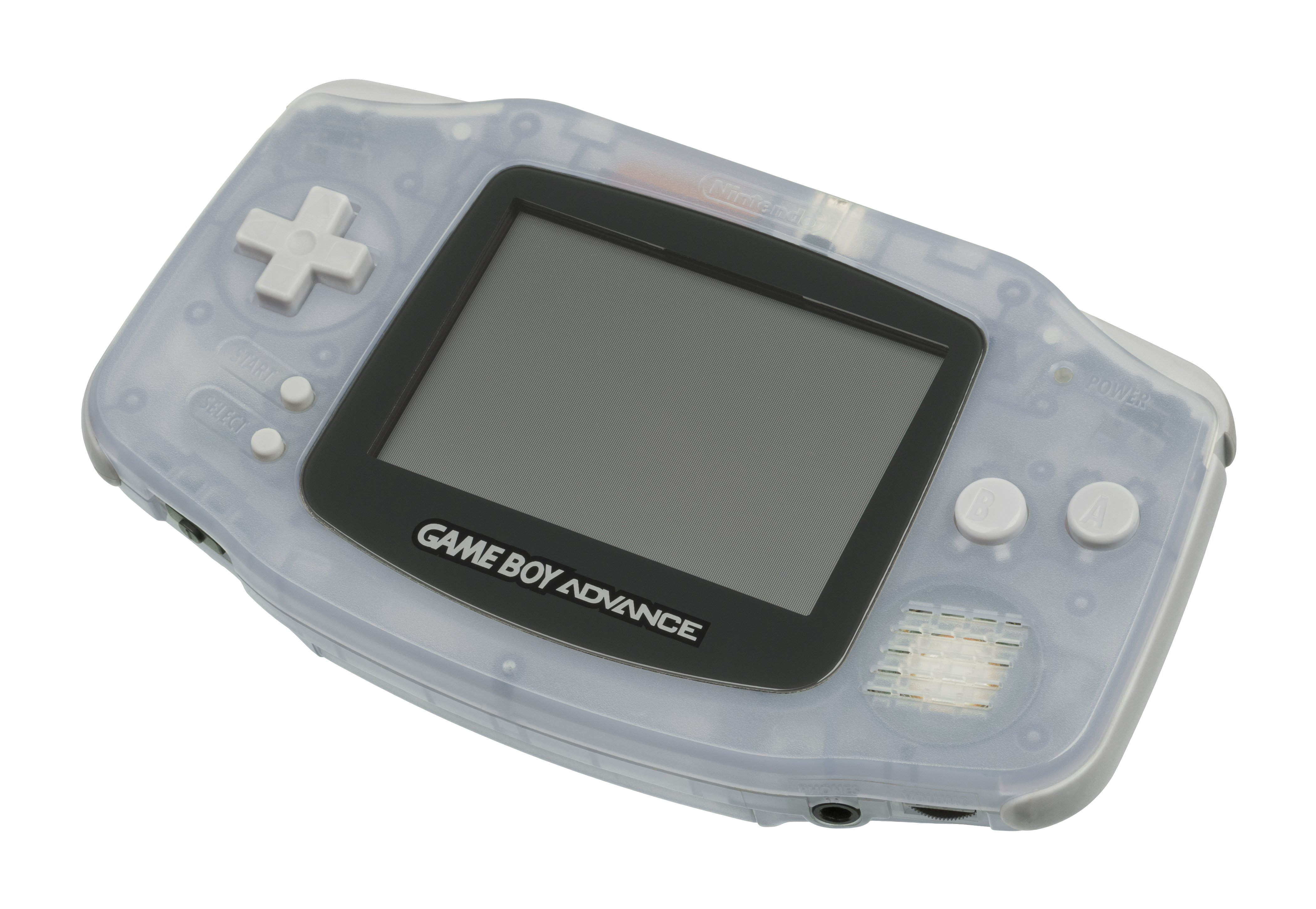
Nintendo Game Boy Advance
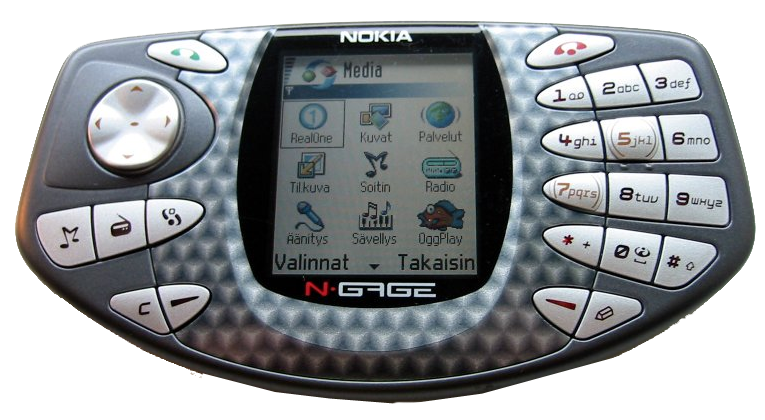
Nokia N-game
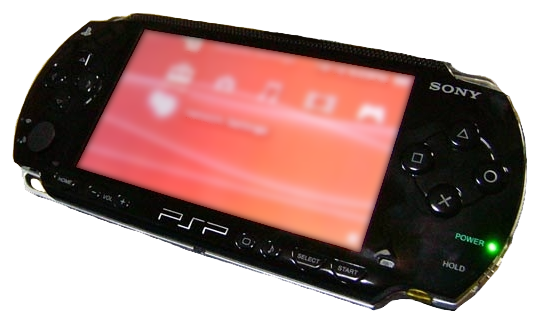
Kapesní konzole PSP1
Optický disk Blu-ray

## Osobní počítač
Osobní počítače byly v této době konkurencí konzolí. Speciální herní počítače s kvalitnějšími jednotlivými prvky byly dražší a využívaly se na LAN party a v e-sportech. Stále více se hrály hry na noteboocích, mobilních telefonech a dalších mobilních zařízeních.

## Datová média
Jako datová média se používaly DVD a také CD-ROM. Stále více her bylo možno koupit na internetu nebo se hrály online. Nové hry v Evropě stály kolem padesáti eur. Kapesní hry se prodávaly levněji. Stále více her bylo možno hrát zdarma jako freeware nebo svobodný software.

## Populární žánry
Na počátku desetiletí se rozšířily střílečky z pohledu první osoby. Mezi oblíbené žánry desetiletí lze zařadit střílečky z pohledu třetí osoby, hry na hrdiny, strategické hry, hudební a taneční hry, závodní hry nebo simulace.
Oblíbenými se staly také retro hry. Hrají se prostřednictvím emulátorů a kompilací.

## Online hry
Online hry pro více hráčů (MMOG) a zejména hry na hraní rolí (MMORPG) pro stovky hráčů se objevily již v posledním desetiletí 20. století. Úspěšná byla například hra Ultima Online. Počítačová hra World of Warcraft ze série Warcraft měla v roce 2008 téměř dvanáct milionů hráčů nebo virtuální svět Second Life kolem patnácti milionů. Po celém světě hrálo žánr MMORPG v roce 2008, podle statistik, až kolem padesáti milionů hráčů.

## Významné společnosti
Z počátku desetiletí Nintendo a Sony stále dominovaly na trhu konzolí. Sega ho opustila v roce 2002, Microsoft se přidal v roce 2001/2002. Významní vydavatelé softwaru této doby byli známí již v devadesátých letech. Fúzí společností v roce 2003 vznikla Square Enix a Activision Blizzard v roce 2008. Od roku 2007, během globální finanční krize došlo k nárůstu propouštění zaměstnanců a rušení her nebo i seriálů (např. Microsoft Flight Simulator). Přesto v roce 2008 zaznamenalo odvětví jako celek rekordní výsledky.
Marketingová situace společnosti se změnila s uvedením kapesního počítače Nintendo DS pod vedením generálního ředitele Satoru Iwatou. Cílem bylo rozšířit podle společnosti cílovou skupinu o příležitostné hráče. A také cílit na potencionální zákazníky, kteří nikdy nehráli videohry.  S novou technologií dotykové obrazovky zkoušela firma upravené tituly s intuitivním a snadným ovládáním. Tituly, které jsou navrženy tak, aby přitahovaly co nejširší publikum, se nazývají hyper-příležitostné hry. Používají minimální rozhraní a herní smyčky. Cíle jsou zde jednoduché, obvykle dosažitelné v krátké době. Nintendo přijalo tuto strategii pro svou domácí konzoli Wiia. Úspěch vydaných her jako Dr. Kawashima's Brain Training a Nintendogs také změnil chování vydavatelů třetích stran, kteří začali prodávat podobné hry na Nintendo DS a později Wii, ale s malým úspěchem ve srovnání s hrami Nintendo. Tyto hry však neoslovují „klasické“ hráče videoher, protože nesplňují jejich očekávání.
Společnost Sony se soustředila na marketing multimediálních schopností konzolí PSP a PlayStation 3. Oběma systémům byla přidána paměťová média UMD a Blu-ray Disk. Formát UMD nebyl úspěšný, ale Blu-ray zaznamenal rostoucí prodeje.
V roce 2002 byla založena herní divize Microsoftu Microsoft Game Studios.

## Hry desetiletí
Hry jsou také součástí úspěšných sérií:
- Counter-Strike (2000), střílečka z pohledu první osoby
- The Sims (2000), simulace života
- Perfect Dark (2000), střílečka z pohledu první osoby
- Diablo II (2000), akční hra na hrdiny
- Gothic (2001), 3D RPG
- Grand Theft Auto III (2001), střílečka z pohledu třetí osoby
- Závodní hra Gran Turismo 3 (2001)
- Black & White (2001), simulace
- Shenmue 2 akční dobrodružství
- Battlefield 1942 (2002), střílečka z pohledu první osoby
- Halo: Battle Evolved (2002), střílečka z pohledu první osoby
- Tom Clancy's Splinter Cell (2002), střílečka z pohledu třetí osoby
- Metroid Prime (2003), hybrid střílečky z pohledu první osoby, akční adventura
- The Legend of Zelda: The Wind Waker (2003), akční adventura
- Half-Life 2 (2004), střílečka z pohledu první osoby
- Halo 2 (2004), střílečka z pohledu první osoby
- Far Cry (2004), střílečka z pohledu první osoby
- Grand Theft Auto: San Andreas (2004), akční adventura
- World of Warcraft (2004), online hra na hrdiny
- Nintendogs (2005), simulační hra
- Dr Kawashima's Brain Training (2005), logická hra pro Nintendo DS
- Mario Kart DS (2005) zábavná závodní hra pro Nintendo DS
- Guitar Hero (2005), hudební hra
- Resident Evil 4 (2005), akční, horor
- Gears of War (2006), střílečka z pohledu třetí osoby
- The Legend of Zelda: Twilight Princess (2006), akční adventura
- Wii Sports (2006), sportovní hra dodávaná s konzolí Wii
- Crysis (2007), střílečka z pohledu první osoby
- Halo 3 (2007), střílečka z pohledu první osoby
- Super Mario Galaxy (2007)
- Grand Theft Auto IV (2008), střílečka z pohledu třetí osoby
- Spore (2008), simulátor evoluce
- Wii Fit (2008) sportovní, fitness hra
- Call of Duty: Modern Warfare 2 (2009), střílečka z pohledu první osoby, nejrychleji prodávaná hra všech dob
- Uncharted 2: Among Thieves (2009), akční adventura

Nadále úspěšné série a franšízy: Pokémon, Sonic a Final Fantasy nebo The Legend of Zelda, Star Wars, Pán prstenů a další.